# Pacto mutuo de sucesión
El Pacto mutuo de sucesión (en latín: Pactum Mutuae Successionis) fue un dispositivo de sucesión firmado secretamente en 1703 por los archiduques José (1678-1711) y Carlos de Austria (1685-1740), los futuros emperadores del Sacro Imperio Romano.

En 1700, la línea mayor de la Casa de Habsburgo se había extinguido con la muerte del rey Carlos II de España. Siguió la Guerra de sucesión española, con Luis XIV de Francia reclamando las coronas de España para su nieto Felipe, y Leopoldo I  del Sacro Emperador Romano reclamándolas para su hijo Carlos. El Pacto fue ideado por el emperador Leopoldo I, con motivo de la partida de Carlos a España. Estipulaba que la reivindicación de los dominios españoles debía ser asumida por Carlos, mientras que el derecho de sucesión al resto de los dominios de los Habsburgo recaería en su hermano mayor, José, y así dividiría la Casa de Habsburgo en dos líneas. El Pacto también especificaba la sucesión a los hermanos: ambos serían sucedidos por sus respectivos herederos varones, pero si uno de ellos dejaba de tener un hijo, el otro lo sucedería en todos sus reinos. Sin embargo, si ambos hermanos muriesen sin dejar hijos, las hijas del hermano mayor (José) tendrían absoluta precedencia sobre las hijas del hermano menor (Carlos) y la hija mayor de José ascendería a todos los tronos de los Habsburgo.
En 1705 murió Leopoldo I y fue sucedido por su hijo mayor, José I. Seis años más tarde, murió el emperador José I dejando como descendencia a dos hijas, las archiduquesas María Josefa (1699-1757) y María Amelia (1701-1756). Carlos, que en ese momento todavía luchaba infructuosamente por las coronas de España, lo sucedió según el Pacto y regresó a Viena. De acuerdo con el Pacto, el presunto heredero de los reinos de los Habsburgo era, en ese momento, la sobrina de Carlos, María Josefa, quien iba seguida en la línea de sucesión por su hermana menor, María Amelia. Sin embargo, Carlos pronto expresó el deseo de enmendar el Pacto para dar precedencia a sus futuras propias hijas sobre sus sobrinas. El 9 de abril de 1713, el emperador anunció los cambios en una sesión secreta del consejo.

El Pacto fue finalmente reemplazado por la Pragmática Sanción de 1713, promulgada por Carlos para asegurar la sucesión de sus propias hijas en lugar de las de José. Las coronas pertenecientes a la Casa de Habsburgo fueron heredadas por la hija mayor sobreviviente de Carlos, María Teresa (1717-1780), en lugar de por la hija mayor de José, María Josefa.